# ريكي رويز
ريكي رويز (بالإنجليزية: Ricky Ruiz) هو لاعب كرة قدم أمريكي، ولد في 4 نوفمبر 1996 في لاك إلسينوري في الولايات المتحدة.

## وصلات خارجية
- ريكي رويز على موقع قاعدة بيانات كرة القدم.إي يو (الإنجليزية)
- ريكي رويز على موقع Soccerway.com (الإنجليزية)